# 廉恵山海牙
廉 恵山海牙（れん けいさん・カヤ、生没年不詳）は、14世紀半ばに大元ウルスに仕えたウイグル人官僚。字は公亮。モンゴル帝国初期に活躍したウイグル人官僚ブルト・カヤの孫にあたる人物。
名前の「海牙」は、モンゴル帝国時代に見られるウイグル語称号のqayaを音写したもの。

## 概要
廉恵山海牙の父はアルグン・カヤという人物で広徳路ダルガチを務めていたが、早くに亡くなった。幼くして孤児となった廉恵山海牙は大臣から自身に仕えないかと誘われたが、従父の廉希憲が儒学に通じてクビライから「廉孟子」と讃えられた逸話を引いて、自らも学問で身を立てたいと述べこれを断った。
学問の研鑽に努めた廉恵山海牙は1321年（至治元年）に進士に登第し、承事郎・同知順州事に任じられた。任期を終えると今度は史館に入って『仁宗実録』・『英宗実録』の編纂に携わり、ついで監察御史とされた。この頃、ゲゲーン・カーン（英宗シデバラ）の治世ではテムデルら大臣が政治を牛耳っており、廉恵山海牙は監察御史としてこれを厳しく弾劾したという。その後、都水監に移ると灤河・漆河の治水を行い、江浙行省左右司員外郎などを歴任し、最後には江南諸道行御史台に就いた。
1343年（至正3年）には侍儀使とされ、1344年（至正4年）には『遼史』『金史』『宋史』の編纂に加わるよう命じられた。その後、河南行省右丞、湖広行省右丞、江西行省右丞を歴任した。
この頃、江西行省傘下の州・県は紅巾の乱によって次々に陥落しており、廉恵山海牙は道童らと協力して防御の策を講じたものの、遂に江西行省の治所（南昌）も陥落し廉恵山海牙は福建に逃れた。福建では新たに福建行省右丞に任じられ、延平路・邵武路を平定する功績を挙げた。その後も行宣政院使、翰林学士承旨・知制誥兼修国史を歴任したが、間もなく71歳で亡くなった。